# Бискорнето (Торино)
Бискорнето је насеље у Италији у округу Торино, региону Пијемонт.
Према процени из 2011. у насељу је живело 20 становника. Насеље се налази на надморској висини од 343 м.